# 존칭
존칭(尊稱), 또는 경칭(敬稱)은 다른 사람에게 존경, 예의 또는 지위나 계급에 대한 존중을 나타내는 칭호이다. 언어학에서 화자의 상대적인 사회적 지위를 나타내는 문법적 또는 형태론적 표현 방식인 경어법과 혼동되기도 한다. 존칭은 양식 및 관습에 따라 적절한 상황과 표현 방식에 따라 접두사나 접미사로 사용될 수 있다.
일반적으로 존칭은 문법적 3인칭에서는 양식으로, 2인칭에서는 호칭의 형태로 사용된다. 일부 언어에는 반존칭(경멸적 또는 굴욕적)인 1인칭 형태(예: "당신의 가장 겸손한 하인", "이 부족한 사람"과 같은 표현)가 있는데, 이는 상대방에게 부여되는 상대적인 존경을 높이는 효과가 있다.

## 현대 영어 존칭
현대 영어에서 가장 흔한 존칭은 대개 사람 이름 바로 앞에 붙는다. (호칭 및 호칭의 형태로 사용되는) 존칭에는 남성의 경우 "Mr."(혼인 여부에 관계없이), 여성의 경우 과거에는 혼인 여부에 따라 "Miss"(미혼인 경우)와 "Mrs."(기혼, 사별 또는 이혼인 경우) 중 하나가 사용되었다. 최근에는 주로 여성을 혼인 여부로 식별하는 것을 피하려는 바람 때문에 "Ms."가 더 널리 사용되는 규범이 되었다. 성별로 사람을 식별하는 것과 관련하여 더 많은 고려 사항이 다양한 빈도와 세부 사항으로 제기되고 있다. 일부 환경에서는 Mx., Ind. 또는 Misc.와 같은 존칭을 사용하여 사람의 성별을 식별하지 않을 수도 있다. 일부 환경에서는 "Mstr."라는 존칭이 아직 성인 사회에 진입하지 않은 소년에게 사용될 수 있다. 이와 유사하게 "Miss"는 소녀에게는 적절하지만 여성에게는 부적절하다고 간주될 수 있다(그러나 "Mstr."와 병행하지 않는 한 그 이유는 명확하지 않다). 위 모든 용어는 "Miss"를 제외하고 준말로 작성된다. 대부분은 원래 약어였다(예: "Mister", "Mistress"). 다른 약어는 일관성을 위해 직접 병행하여 만들어졌다고 간주될 수 있다. 첫 글자와 마지막 글자를 포함하는 약어(한 종류의 축약)는 대부분의 영어 방언(예: 현대 영국 영어, 오스트레일리아 영어, 남아프리카 영어)에서는 마침표 없이 작성되지만 미국 영어와 캐나다 영어에서는 항상 마침표로 끝난다.
다른 존칭은 존경하는 사람의 직업을 나타낼 수 있다. 예를 들어 "닥터", "에스콰이어", "선장", "코치", "경관", "목사"(모든 기독교 성직자의 경우) 또는 "신부"(가톨릭, 동방정교회, 오리엔트 정교회 또는 성공회 기독교 사제의 경우), 유대교 성직자의 경우 "랍비", 또는 교수 등이 있다. 박사 학위 소지자(예: Ph.D.)는 "닥터"(Dr.로 약칭)로 불린다.
일부 존칭은 "Sir" 또는 "Ma'am", 또는 "Your Honour/Honor"와 같이 이름을 완전히 대체하는 역할을 한다. 부하직원은 상사에게 질문을 하거나 명령에 응답한 후에 존칭을 문장 부호처럼 사용하기도 한다: "네, Sir" 또는 "Sir, 네, Sir."
판사는 법정에서 종종 "Your Honour/Honor"로 불리며, 복수형은 "Your Honours"이고 양식은 "His/Her Honour"이다. 만약 판사가 더 높은 직함을 가지고 있다면, 그 직함이 올바른 존칭일 수 있다. 예를 들어 영국 고등법원 판사의 경우 "Your Lordship" 또는 "My Lord"이다. 미국 대법원 구성원(및 일부 주 수준 항소법원 판사)은 "Justice"로 불린다.
마찬가지로, 왕/여왕 또는 황제의 지위에 있는 군주와 그의/그녀의 왕후는 "Your/His/Her Majesty", "Their Majesties" 등으로 불리거나 지칭될 수 있다(그러나 여성 군주의 배우자에게는 특정 양식이 부여되므로 관례적인 존칭이 없다). 왕의 지위보다 낮은 군주는 "Your/His/Her Highness"로 불리며, 정확한 지위는 적절한 수식어로 표시된다. 예를 들어 공작 왕조 구성원의 경우 "His Serene Highness" 또는 대공국을 다스리는 가문의 구성원의 경우 "Her Grand Ducal Highness"이다. 이러한 존칭을 주어로 하는 동사는 3인칭으로 활용된다(예: "you are going" 대 "Your Honour is going" 또는 "Her Royal Highness is going"). 군주와 귀족을 위한 의전은 일반적인 규칙이 없으며 매우 복잡할 수 있다. 정확하게 맞지 않는 형태를 사용하면 큰 불쾌감을 줄 수 있다. "Your Highness"와 "Your Royal Highness" 사이, "Princess Margaret"와 "The Princess Margaret" 사이에는 차이가 있다. 이 모든 것이 정확하지만 미묘하게 다른 지위의 사람들에게 적용된다. 비명확한 양식의 예로는 "Her Majesty Queen Elizabeth The Queen Mother"가 있는데, 이는 공식적인 양식이었지만 한 사람에게만 고유했다.
음악에서는 뛰어난 지휘자나 명인 연주자는 "마에스트로"로 알려져 있다.
항공 분야에서 대형 민간 항공기의 기장은 일반적으로 "Captain"과 함께 성명 또는 성으로 불린다. 이러한 전통은 미국과 대부분의 유럽 연합 국가에서 서서히 줄어들고 있다. 그러나 아시아를 비롯한 많은 국가에서는 이러한 전통을 따르며 항공사 조종사, 군용 조종사 및 비행 강사를 전문적인 환경 밖에서도 "Captain"으로만 부른다. 또한 이러한 국가의 예의 규칙에 따르면 이 칭호는 모든 공식 서신 및 사교 초대장, 명함, 신분증 등에 기재되어야 한다. 미국에서는 조종사를 호칭할 때 공식 서신이나 초대장에 수신인의 성명 앞에 "Captain"이라는 칭호를 인쇄해야 하는 일반적인 예절은 없다. 그러나 이는 선택 사항이며(미국에서 변호사 이름 뒤에 "Esq."를 붙이는 것과 유사하게) 특히 수년간 경험이 많은 항공사 조종사를 호칭할 때 적절한 경우에 사용될 수 있다.
국가 및 정치 직책을 맡은 사람들은 존칭으로 호칭될 수 있다. 대통령은 Your Excellency 또는 Mr./Madam President로 호칭될 수 있으며, 장관 또는 국무장관은 "Your Excellency" 또는 Mr./Madam Secretary 등으로 호칭될 수 있다. 총리는 "the Honorable"로 호칭될 수 있다. 영국에서는 추밀원 구성원들이 "the Right Honourable ..."으로 호칭된다. 국회의원 또는 기타 입법 기관 구성원은 특정 존칭을 가질 수 있다. 예를 들어 상원 구성원은 "Senator"로 호칭될 수 있다. 예절은 다양하며 대부분의 국가에는 국가, 사법, 군사 및 기타 공직자에게 사용될 존칭을 명시하는 의전이 있다.
전 군 장교는 때때로 "Admiral", "Colonel", "General" 등과 같은 최종 군사 계급으로 호칭된다. 이는 일반적으로 현역으로 복무하고 최소한 소령급 계급을 획득한 장교들만이 채택한다. 미국에서는 전시 중 복무했으며 명예롭게 전역한 모든 계급의 참전용사들이 법률에 명시된 바와 같이 10 USC 772e에 따라 장교와 사병 모두 최고 계급의 '칭호를 가질' 수 있다.

### 예시
- Your Highness
- Your Holiness
- Your Honor
- Your Grace
- Your Lordship
- Your Majesty
- Your Worship

## 다른 언어 및 문화권의 존칭

### 문화별 사용법
- 오스트레일리아 존칭
- 캐나다 존칭
- 중국어 존칭
- 필리핀 존칭
- 프랑스어 존칭
- 독일어 존칭
- 유대교의 존칭
- 인도 존칭
- 이슬람 존칭
- 일본어 존칭
- 한국어 존칭
- 쿠냐 (아랍어)
- 태국 왕실 직위 및 칭호
- 베트남어 존칭

### 아프리카
동아프리카에서 반투어인 스와힐리어가 사용되는 지역에서는 어린 화자들이 나이 많은 사람에게 존경을 표하기 위해 음제(mzee)를 자주 사용한다. 이는 직접적인 대화와 3인칭으로 누군가를 지칭할 때 사용된다. 다른 존칭으로는 무쿱와(mukubwa, 장관, 고용주, 당국), 다다/카카(dada/kaka, 동료, 친구), 마마/바바(mama/baba, 부모님, 조부모님)가 있다. 또한 해안 지역에서는 아랍어 차용어가 존칭으로 사용되기도 하는데, 예를 들어 아미(ami, 친삼촌)와 할루(haloo, 외숙모)가 있다. 이들은 스와힐리어권 다른 지역에서는 바바 음쿱와/음도고(baba mkubwa/mdogo, 큰아버지/작은아버지) 또는 마마 음쿱와/음도고(mama mkubwa/mdogo, 큰어머니/작은어머니)로 더 흔히 불린다. 또한 부모는 종종 부모 칭호와 자녀 이름을 결합하여 불리기도 하는데, 예를 들어 바바 제키야(Baba Zekiyah)는 제키야의 아버지를 지칭한다. 스와힐리어는 반투어지만 아랍어와 힌디어 및 문화의 영향을 많이 받았다. 바부(Babu)는 음제와 유사하게 연장자에게 사용되는 접두사 존칭이지만 할아버지를 의미할 수도 있다. 다른 접두사 존칭으로는 형제 또는 친한 남자 친구를 위한 은두구(ndugu)와 자매 또는 친한 여자 친구를 위한 다다(dada)가 있다. 따라서 존과 제인은 각각 은두구 존과 다다 제인이 될 것이다.
서아프리카 가나의 아칸 민족 집단에서는 나나(nana)라는 단어가 족장과 연장자 모두에게 귀족적인 접두어로 사용된다.
서아프리카의 요루바 지방에서도 오그베니(ogbeni)라는 단어는 영어의 "mister"와 동의어로 사용된다. 따라서 이 지역 귀족의 칭호 있는 구성원은 대신 올라예(oloye)라고 불리는데, 이는 "족장"을 의미하는 단어이다. 두 칭호 중 전자는 남성에게만 사용되지만, 후자는 성별에 관계없이 귀족에게 사용된다.

### 유럽 및 이전 유럽 식민지

#### 고대 로마
고대 로마인들이 사용했던 아우구스투스와 같은 일부 존칭은 시간이 지남에 따라 칭호로 변했다.

#### 이탈리아
이탈리아 존칭은 보통 공식적인 상황에 한정된다. 잉게녜레(Ingegnere, 엔지니어)와 같은 전문 직함은 종종 일반적인 시뇨레(Signore)/시뇨라(Signora, 미스터 또는 미세스)로 대체되는 반면, 도토레(Dottore) 또는 도토레사(Dottoressa, 박사)는 모든 대학 졸업자에게 자유롭게 사용된다. 학술 환경에서 대학 교수에게는 프로페소레(Professore) 또는 프로페소레사(Professoressa)라는 존칭이 도토레(Dottore) 또는 도토레사(Dottoressa)보다 우선한다. 남성 존칭은 성과 나란히 놓일 때 -e 어미를 잃는다: 예를 들어, 도토르 로시(Dottor Rossi), 카르디날 마르티니(Cardinal Martini), 라조니에르 판토치(Ragionier Fantozzi). 존칭과 공식적인 대명사 레이(Lei, 대문자 L로 시작)를 사용하여 누군가를 호칭할 때 동사는 3인칭 단수(2인칭 단수와 대조적으로)로 활용되며, 비공식적인 투(tu) 대신 사용된다.

#### 스페인어권 문화
스페인어에는 이름과 함께 사용하거나 이름을 대체할 수 있는 여러 가지 존칭 형태가 있다. 예를 들어 세뇨르(señor) 또는 카바예로(caballero) ("Mr.", "Sir", "Gentleman"), 세뇨라(señora) ("Madam", "Mrs.", "Lady", "ma'am"), 세뇨리타(señorita) ("Miss", "young lady"), 학사 또는 전문 학위(예: 변호사 및 공학자) 소지자에게는 리센시아도(licenciado), 교사, 장인 또는 석사 학위 소지자에게는 마에스트로(maestro), 의사에게는 도토르(doctor) 등이 있다. 또한 직책이 있는 사람이나 일부 라틴 아메리카 국가(예: 푸에르토리코)에서는 모든 노인에게 돈(don, 남성) 또는 도냐(doña, 여성)가 사용된다. 콜롬비아와 같은 일부 라틴 아메리카 국가에서는 "Doctor"가 박사 학위 소지 여부와 관계없이 존경받는 인물에게 사용된다(예를 들어 콜롬비아 대통령은 종종 Doctor ___로 불린다). 마찬가지로 "Maestro"는 예술가, 특히 화가에게 사용된다.
또한, 노인이나 존경의 뜻으로 말해야 하는 사람(예: 상사 또는 교사)에게는 종종usted(축약형 ud.)로 호칭된다. usted는 "당신"을 뜻하는 정중한 표현이다(예: Dra. Polo, ¿cómo está usted? 폴로 박사님, 어떻게 지내세요?). usted라는 단어는 역사적으로 존칭 칭호 vuestra merced(문자 그대로 "당신의 자비")에서 유래했다. 이 공식적인 당신은 비공식적인 tú와 다른 동사 활용을 수반한다. 친한 친구와 친척에게는 tú로 호칭한다. 일부 지역에서는 tú로 낯선 사람에게 호칭하는 것이 무례하거나 도발적으로 간주될 수 있으며, 화자보다 현저히 어린 사람에게거나 특히 비공식적인 맥락에서 사용되는 경우는 예외이다.

### 남아시아 및 중동

#### 인도
인도 존칭은 상업적, 세대적, 사회적, 영적 관계를 위한 공식적 및 비공식적 관계를 모두 아우르며 풍부하다. 존칭은 접두사, 접미사 또는 대체 유형일 수 있다. 많은 변형이 있다.
- 접두사 유형: 인도에서 가장 흔한 존칭은 대개 대상의 이름 바로 앞에 붙는다. 적절한 성별의 모든 성인에게 사용될 수 있는 존칭에는 스리(Sri, 슈리만(Sriman)의 로마자 표기 및 약어), 스엠티(Smt, 스리마티(Srimati)의 약어), 쿰(Kum, 쿠마리(Kumari)의 약어)이 있다. 펀자브에서는 시크교 남성에게 사르다르(Sardar), 시크교 여성에게 사르다르니(Sardarni)가 사용된다. 타밀어에서는 남성에게 티루(Thiru, 티루발라르(Thiruvalar)의 약어), 여성에게 티루마티(Thirumathi)가 사용된다. 텔루구어에서는 젊은 남성에게 치(Chi, '치란지비(chiranjeevi)'의 약어), 젊은 여성의 이름 앞에는 치.라.소우(Chi.La.Sou, 치란지비니 락슈미 사우바갸바티(Chiranjeevini Lakshmi Soubhagyavathi))가 붙는다. 인도에서는 존칭이 대개 대상의 이름 앞에 온다.
- 대체 유형: 바반(Bhavān) 또는 바바티(Bhavatī)와 같은 일부 존칭은 이름을 완전히 대체하는 역할을 한다. 예를 들어 구자라트어에서는 어머니의 오빠인 삼촌에게 마마(maama, 긴 "a" 뒤에 짧은 "a")라는 대체 존칭이 사용되며, 남자 친구에게는 종종 바이(bhai)라는 접미사 존칭이 붙는다.
- 접미사 유형:
  - 전통적인 힌디어 존칭은 접미사 -ji이다. 예를 들어 M.K. 간디(마하트마)는 종종 간디-지(Gandhi-ji)로 불렸다. (힌디어는 많은 언어와 마찬가지로 나이나 지위가 더 높은 사람을 위한 대명사를 구분한다. 그러한 사람은 아압(aap)으로 불리며, 같은 지위의 사람은 툼(tum)으로 불린다(둘 다 영어로는 "you"로 번역되지만, 프랑스어의 vous/tu 또는 스페인어의 usted/tú 구분과 원칙이 유사하다). 3인칭 대명사에도 유사한 구분이 존재한다. 힌디어에서 존칭이 붙으면 동사는 복수형에 일치한다.)
  - 전통적인 벵골어 존칭은 일반 남성에게는 성명에 사용되는 접미사 바부(Babu) (বাবু)이다. 따라서 슈바시 바수(Shubhash Basu)는 슈바시-바부(Shubhash-Babu)가 될 것이다. 더 공식적인 관계에 있는 남성에게는 성에 모샤이(Moshai) (মশাই) (모하쇼이(mohashoi) (মহাশয়))라는 접미사가 사용된다. 따라서 슈바시 바수(Shubhash Basu)는 바수-모샤이(Basu-Moshai)가 될 것이다.
  - 전통적인 칸나다어 존칭은 접미사 -avaru이다. 예를 들어 비스베스와리아(Visveswariah)는 비스베스와리아-아바루(Visveswariah-avaru)로 불렸다.
  - 전통적인 마라티어 존칭은 접미사 -rao이다. 예를 들어 마다브 신디아(Madhav Scindia)는 마다브-라오(Madhav-rao)로 불렸다.
  - 전통적인 미조어 남성 및 여성 존칭은 각각 접두사 푸(Pu)와 피(Pi)이다. 예를 들어 푸 랄뎅가(Pu Laldenga) 또는 피 로푸일리아니(Pi Ropuiliani). 추가적으로, 나이 많은 형제자매에게는 접두사 우(U)가 사용될 수 있다.
  - 전통적인 타밀어 존칭은 성인 남성에게 사용되는 접두사 티루/티루(Thiru/Tiru, "신성한"이라는 뜻)이며, 종종 많은 도시 이름의 일부이기도 하다(예: 티루반나말라이(Tiruvannamalai)). 또 다른 흔한 존칭은 "주인"을 의미하는 셀반(Selvan)이며, 미혼 남성에게 사용된다. 여성형은 셀비(Selvi, "Miss")이다.
  - 전통적인 텔루구어 존칭은 접미사 가루(Garu)이다. 따라서 포티 스리라물루(Potti Sriramulu)는 포티 스리라물루 가루(Potti Sriramulu Garu)가 될 것이다.

#### 파키스탄
파키스탄에는 이름과 함께 사용하거나 이름을 대체할 수 있는 수많은 존칭 형태가 있다. 파키스탄에서 가장 흔한 존칭은 대개 대상의 이름 바로 앞이나 바로 뒤에 붙는다. 파키스탄 전역에 걸쳐 많은 변형이 존재한다.
- 접두사 유형: 파키스탄에서 전통적인 우르두어 남성 존칭은 접두사 모흐타람(Mohtaram)이다.[6] 예를 들어, 시에드 모함마드 자항기르(Syed Mohammad Jahangir)는 모흐타람 시에드 모함마드 자항기르(Mohtaram Syed Mohammad Jahangir)가 될 것이다. 파키스탄에서 전통적인 우르두어 여성 존칭은 접두사 모흐타르마(Mohtarma)이다.[7] 예를 들어, 샤밈 아라(Shamim Ara)는 모흐타르마 샤밈 아라(Mohtarma Shamim Ara)가 될 것이다. 그러나 이러한 접두사는 공식 및 비공식 대화에서는 거의 사용되지 않으며, 거의 전적으로 국가적 인물에게 주어지는 칭호나 신청서 또는 편지를 작성할 때 사용된다.
- 접미사 유형: 파키스탄에서 전통적인 우르두어 남성 존칭은 접미사 사합(Sahab)이다. 예를 들어, 시에드 자키 아흐메드(Syed Zaki Ahmed)는 시에드 자키 아흐메드 사합(Syed Zaki Ahmed Sahab)이 될 것이다. 파키스탄에서 전통적인 우르두어 여성 존칭은 접미사 사히바(Sahiba)이다. 예를 들어, 샤밈 아라(Shamim Ara)는 샤밈 아라 사히바(Shamim Ara Sahiba)가 될 것이다.
- 비비(Bibi)/베굼은 존경할 만한 숙녀나 배우자를 위한 접두사 및 접미사로 모두 사용될 수 있다. 역사적으로 베굼이라는 용어는 무굴 제국의 황제의 종주권 아래 있는 높은 계급의 무슬림 여성을 지칭하는 데 사용되었으며, 비비는 미스 또는 미세스와 동등한 역할을 할 수도 있다.
- 미안(Mian) 또는 미얀(miyan)은 일반적으로 어떤 남성이든 지칭하는 데 사용되는 존칭이다. 역사적으로 이 용어는 무굴 제국의 황제의 종주권 아래 있는 왕이나 왕자를 지칭하는 데 사용되었다.
- 하즈라트는 종교 지도자와 학자의 이름 앞에 사용된다.
- 하지(Hajji)는 하즈를 마친 개인의 이름 앞에 사용된다.
- Sir 및 Ma'am/Madam은 공식적인 전문 환경에서 점점 더 흔해지고 있다. 바지(Baji)/아파(Appa)/아아피(Aapi, 자매), 바이(Bhai, 형제), 엉클(Uncle, 남성 연장자), 이모(Auntie, 여성 연장자) 또는 칼라(Khaala, 자매)는 일상적인 우르두어 및 비전문적인 환경에서 사용된다. 이러한 존칭은 보통 개인의 이름 없이 사용된다. 명시가 필요한 경우, 접두사보다 접미사로 더 자주 사용된다(둘 다 사용되기는 하지만).

#### 페르시아 문화
페르시아어 존칭은 일반적으로 두 번째 이름 뒤에 온다. 특히 성별이나 특정 사회적 지위를 나타내는 경우에 그렇다(예: Name Agha [= Name 씨], Name Khanom [= Name 여사], Name Ostad [교사 또는 성직자], Name Rayis [관리자, 지도자 또는 이사]). 이러한 존칭은 공식 및 비공식 상황에서 모두 사용된다. 성별을 나타내는 더 공식적인 존칭은 제납(Jenab, [폐하])으로, Name Agha [= Name 씨] 앞에 오고, 사르카르(Sarkar, [폐하])는 Name Khanom [= Name 여사] 앞에 온다. 새로운 존칭은 아르조만드(Arjomand, [존경받는])로, 다른 존칭(성별을 나타내는 존칭 제외) 뒤에 오며 성별에 구애받지 않는다(예: Ostad Arjomand Name Surname 또는 Rayis Arjomand Sarkar Khanom Name Surname). 이들은 일반적으로 매우 공식적인 상황에서 사용된다.

#### 튀르키예
튀르키예어 존칭은 일반적으로 성별 또는 특정 사회적 지위를 나타내는 경우 이름 뒤에 온다(예: Name Bey [Mr.], Name Hanım [Ms.], Name Beyefendi [문자 그대로 "주인님"], Name Hanımefendi [문자 그대로 "여주인님"], Name Hoca [교사 또는 성직자], Name Öğretmen [오로지 교사에게만], Name Agha [고위 관리]). 이러한 존칭은 공식 및 비공식 상황에서 모두 사용된다. 또 다른 존칭은 사이으느/무흐테렘(Sayın/Muhterem, [존경받는])으로, 성 또는 전체 이름 앞에 오며 성별에 구애받지 않는다(예: Sayın/Muhterem Name Surname, 또는 Sayın/Muhterem Surname). 이들은 일반적으로 매우 공식적인 상황에서 사용된다.

### 동남아시아 및 동아시아

#### 중국
중국어 존칭(敬語, Jìngyǔ)과 존칭어는 중국어에서 자기 비하, 사회적 존경, 예의 또는 겸손을 전달하는 단어, 단어 구성 및 표현이다. 고대 및 제국 시대에는 중국어 존칭이 사회적 지위에 따라 크게 달랐지만, 제국 중국의 종말과 함께 5·4 운동으로 인해 이러한 많은 구별이 사라졌다. 따라서 오늘날 존칭 사용은 주로 공식적인 상황과 비즈니스 환경에서만 사용된다. 중국어 존칭은 크게 단순화되었지만, 많은 고전적 구성은 여전히 공식성, 겸손, 예의 또는 존경을 전달하기 위해 가끔 사용된다. 중국어에서 존칭어는 존칭 또는 미화적 대안을 사용하거나, 단어에 정중한 보어를 접두사 또는 접미사로 붙이거나, 캐주얼한 단어를 생략함으로써 이루어진다.
일반적으로 존칭어에는 다섯 가지 범주가 있다.
- 존경어(敬辭, Jìngcí): 다른 사람을 지칭할 때 공손함과 예의를 나타내기 위해 사용된다.
- 겸손어(謙辭, Qiāncí): 자신을 지칭할 때 자기 비하적으로 사용하여 겸손함을 나타낸다.
- 완곡어(婉辭, Wǎncí): 민감한 주제에 접근하고 존경을 나타내기 위해 완곡어법 또는 재치 있는 언어를 사용한다.
- 예의어(客套語, Kètàoyǔ): 상대방을 칭찬하고 찬양하는 단어나 구를 사용하여 아첨하는 의도를 담는다.
- 우아어(雅語, Yáyǔ): 사람, 사물, 행동 또는 개념을 묘사하기 위해 일상적인 단어와 구 대신 우아하고 아름다운 표현과 단어를 사용한다. 이는 일상적인 언어가 부적절하다고 간주될 수 있는 경우에 자주 사용된다. 영어에 상응하는 표현이 부족하여 번역된 구문은 종종 같은 아름다움이나 우아함을 전달하지 못한다.

#### 일본

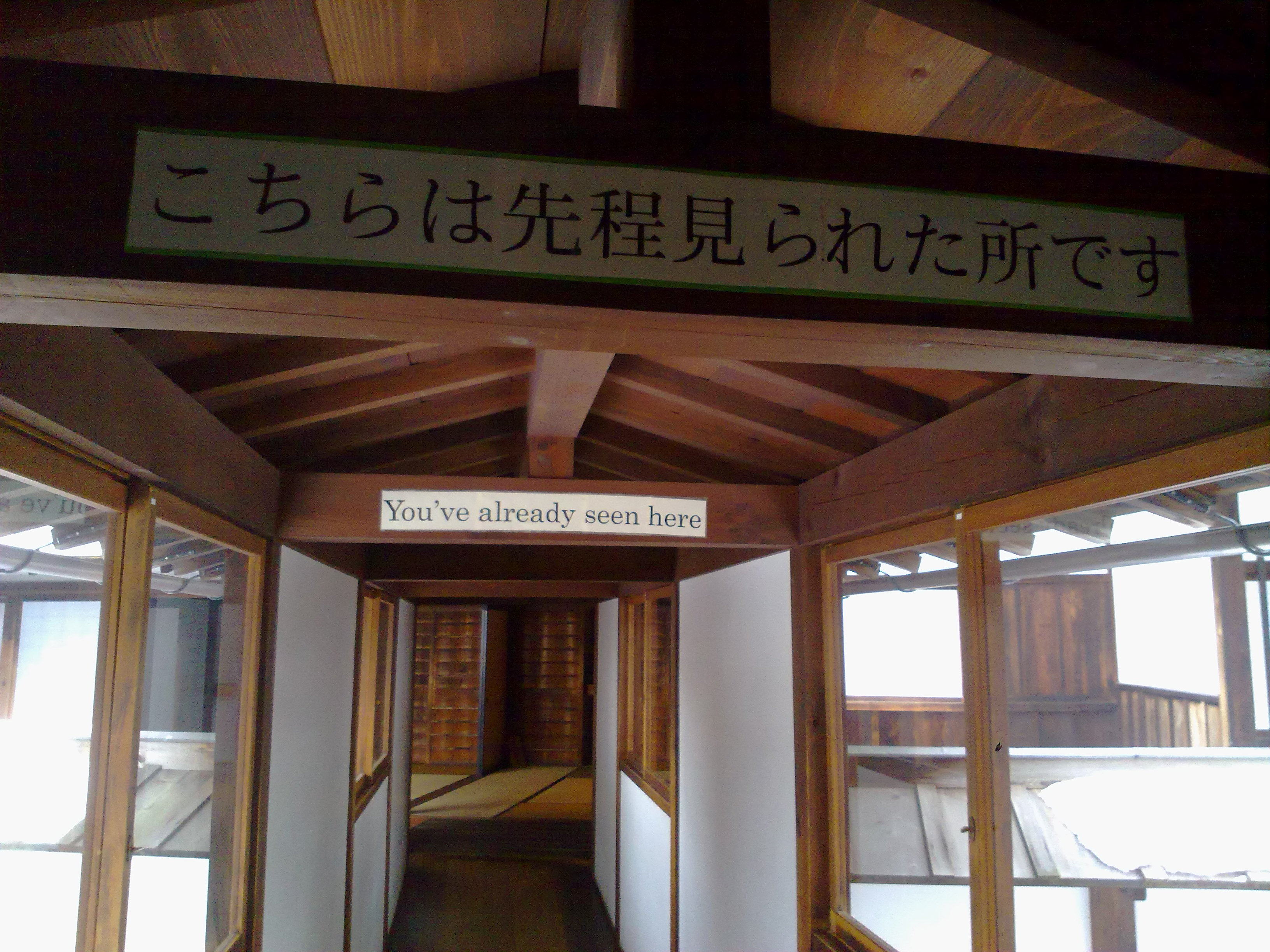
미라레타(Sonkeigo)

일본어에서는 경어(敬語)라고 불리는 존칭이 일상 대화에서 사용된다. 대부분 화자의 지위가 상대방과 어떤 관계인지를 나타내며, 많은 공식 및 비공식 사회 상황에서 사용이 필수적이다. 일본어 문법은 전체적으로 계층에 따라 작동하는 경향이 있다. 존칭 어간은 동사 및 많은 명사(주로 이름)에 추가되며, 많은 경우 동사나 명사의 의미는 같지만 존칭의 함의가 다른 단어로 완전히 대체될 수 있다.
일본에서는 존칭을 크게 세 가지로 나눌 수 있다.
- 테이네이고(丁寧語): 일상생활에서 가장 많이 사용되는 경어로, 일반적으로 다른 사람에게 정중하고 공손하게 말하는 방식이다. 화자가 상대방을 잘 모를 때 주로 사용된다. 테이네이고 아래에는 비카고(美化語)도 있는데, 이는 나이나 계급에 관계없이 단순히 공손하게 말하고 싶을 때 사용된다.
- 손케이고(尊敬語): 또 다른 종류의 경어이다. 상대방을 더 높은 위치로 만드는 데 사용된다. 주로 직장에서나 교사와 대화할 때 사용된다. 과거에는 일본 사회가 가지고 있던 계층을 기반으로 형성된 언어 유형이었다. 사이코케이고(最高敬語)는 존재하는 가장 높은 손케이고이며, 일본 천황, 그의 가족 구성원 및 동등한 외국 귀족에게만 사용된다.
- 겐조고(謙譲語): 화자 또는 대화의 주체를 낮추는 것으로, 주로 직장이나 학계에서 사용된다. 또한 상대방보다 훨씬 나이가 많거나 지위가 높은 사람에게, 또는 종종 다른 사람에게 사과할 때 특히 사용된다.

#### 자바어 (인도네시아)
인도네시아의 자와인 대다수 민족은 많은 존칭을 가지고 있다. 예를 들어:
- 방(Bang) 또는 붕(Bung)은 남성들 간의 형제애를 나타내는 다소 구식의 평등주의적 용어이다. 방(Bang)은 마스(Mas)의 베타위어이다.
- 바팍(Bapak)과 그 축약형 팍(Pak)은 "선생님", "미스터" 또는 문자 그대로 "아버지"를 의미한다.
- 바팍 칠릭(Bapak Cilik)과 그 축약형 팍 릭(Pak lik)은 매우 친한 친구나 선생님에게 사용되며, 문자 그대로 "작은 아버지" 또는 아버지보다 어린 친척을 의미한다.
- 바팍 게데(Bapak Gede)와 그 축약형 팍 데(Pak de)는 큰 아버지, 삼촌 또는 아버지보다 나이 많은 친척에게 사용되며, 문자 그대로 "위대한 선생님"을 의미한다.
- 벤다라 라덴 마스(Bendara Raden Mas), 벤다라 마스(Bendara Mas) 또는 축약형 은도로(ndoro)는 "왕자, 깃발 소지자 '전하'"를 의미한다.
- 에양 푸테라 카쿵(Eyang Putera Kakung)과 그 축약형 에양 카쿵(Eyang Kakung)은 "할아버지"를 의미하며, 문자 그대로 "위대한 선생님"을 의미한다.
- 에양 푸테리(Eyang Puteri)와 그 축약형 에양(Eyang)은 "할머니"를 의미하며, 문자 그대로 "위대한 숙녀"를 의미한다.
- 이부(Ibu)와 그 축약형 부(Bu)는 "마담", "마님", "미스" 또는 "미세스"를 의미하며, 문자 그대로 "어머니"를 의미한다.
- 이 구스티(I Gusti)는 "폐하"를 의미한다.
- 키아이(Kyai)는 매우 존경받는 무슬림 성직자에게 사용되는 존칭이다(이란의 물라 및 남아시아의 마울라나와 동일).
- 음바크 유(Mbak yu)와 더 흔한 음바크(mbak)는 수라카르타 궁정에서 유래했다. 처음에는 청소년 또는 혼인 가능한 나이의 미혼 여성을 호칭하는 데 사용되었지만, 지금은 나이나 혼인 여부와 관계없이 모든 여성에게 사용된다.
- 음복(Mbok)은 존칭이 아니다. 매우 낮은 지위의 나이 많은 여성, 경우에 따라서는 어머니 (일반 언어)를 나타낸다.
- 라덴 베히(Raden Behi), 줄여서 덴 베히(Den Behi)는 "왕세자"를 의미하며 현재는 더 이상 사용되지 않는다.
- 라덴 에마스(Raden Emas)와 그 축약형 마스(Mas)는 동료, 친구 및 약간 나이가 많거나 사회적 지위가 높은 사람들에게 "미스터"를 의미하며, 문자 그대로 "황금 아들", "주인" 또는 "왕세자"를 의미한다.
- 라덴 에마스 베히(Raden Emas Behi), 줄여서 마스 베히(Mas Behi)는 "제2왕세자"를 의미하며 현재는 더 이상 사용되지 않는다.

#### 한국
한국어 존칭은 일본어 존칭과 유사하며, 마찬가지로 많은 공식 및 비공식 사회 상황에서 그 사용이 필수적이다. 한국어 문법은 전체적으로 계층에 따라 작동하는 경향이 있다. 존칭 어간은 동사와 일부 명사에 추가되며, 많은 경우 동사나 명사의 의미는 같지만 존칭의 함의가 다른 단어로 완전히 대체될 수 있다. 언어학자들은 한국어에 여섯 단계의 높임말이 있다고 말하지만, 일상 대화에서는 현대 한국어에서 넷만이 널리 사용된다. 접미사 -씨는 대부분의 존칭 동사에 사용되지만, 항상 그런 것은 아니다. 나이가 많거나 사회적 지위가 높은 사람에게 존칭 문장이나 단어를 사용하지 않는 것은 매우 무례하고 불쾌하게 여겨지며, 대부분의 한국인은 처음 만난 사람에게 비존칭 문장을 사용하는 것을 피한다. 한국어에서는 성(姓)이나 이름이 항상 칭호보다 먼저 온다. 예를 들어 박 선생님, 박 관장님 등이다.

#### 말레이시아, 브루나이 및 싱가포르
말레이어를 사용하는 브루나이와 말레이시아 문화에서는 복잡한 칭호 및 존칭 체계가 광범위하게 사용된다. 대조적으로, 1891년 영국 식민 정부에 의해 말레이 왕실이 폐지된 싱가포르는 지도자들을 위한 시민 칭호를 채택했다. 무슬림인 말레이족은 고위 종교 학자들을 톡 이맘(tok imam, 할아버지 이맘)으로 부른다. 톡 달랑(Tok dalang)은 마을 지도자를 부르는 존칭이다.

#### 필리핀
필리핀어 존칭의 사용은 사람마다 다르지만, 대화 중에 포(po) 또는 호(ho)라는 단어가 가끔 삽입되는 것과 나이 기반의 계층에 의존한다는 공통점이 있다. 일부는 더 이상 사용되지 않지만, 많은 존칭은 여전히 존경, 친근함 또는 애정을 나타내기 위해 널리 사용된다. 주로 십대들이 사용하는 일부 새로운 "존칭"은 인기가 급상승하고 있다.
필리핀어에는 중국 문화에 뿌리를 둔 비니비니/아테(Binibini/Ate, "미스", "언니"), 기낭/알링/마낭(Ginang/Aling/Manang, "미세스", "마담"), 기노오/망/마농/쿠야(Ginoo/Mang/Manong/Kuya, "미스터", "선생님", "형")와 같은 존칭이 있다.
대화 상대와의 관계에 따라 다양한 존칭이 사용될 수 있다.
따라서 나이가 많거나 직장에서 직급이 높거나 사회적 지위가 높은 남성에게는 Mr 또는 Sir 뒤에 성명 또는 전체 이름을 붙여 사용할 수 있다.
위와 유사한 상황의 여성에게는 "Miss" 또는 "Madam" 및 그 축약형 "Ma'am" 뒤에 성명 또는 전체 이름을 붙여 사용할 수 있다. 나이 많은 기혼 여성은 "Mrs."로 호칭되는 것을 선호할 수 있다.
Sir/Miss/Madam 또는 Ma'am 뒤에 이름, 별명 또는 성이 붙는 경우는 보통 필리핀어 구어 및 사회적 대화, 심지어 텔레비전 및 영화에서도 제한적으로 사용된다. 그럼에도 불구하고 필리핀인이 아닌 사람과 귀화한 필리핀인(예: 유학생 및 전문가)도 연장자를 필리핀식으로 호칭한다.
전문가 수준에서는 많은 사람들이 건축가, 공학자, 의사, 변호사와 같은 교육 또는 직업 칭호(각각 Arch./Archt./Ar., Engr., Dr. [또는 여성 의사에게는 때때로 Dra.], Atty.로 약칭)를 비공식적 또는 공식적으로 사용한다. 엄격한 예절 체계는 이러한 관행을 필리핀 전문가들이 학력과 전문 지위를 과시하려는 강박의 표시로 보아 좋지 않게 여긴다. 그럼에도 불구하고 일부 고객(특히 필리핀인이 아닌 고객)은 대화에서 단순히 Mr. 또는 Mrs./Ms. 뒤에 성(또는 심지어 Sir/Ma'am)을 붙여 호칭하기도 한다. 그러나 필리핀인(특히 해외에서 태어나 교육받은 사람)이 필리핀 건축가, 공학자, 변호사를 언급하고 지칭할 때 비필리핀식(즉, 국제 표준) 방식으로 하는 경우는 매우 드물다.
심지어 필리핀에서 일하는 외국인이나 귀화한 필리핀 시민권자, 필리핀인 배우자까지도 이러한 칭호와 직위(의사는 제외)를 가지고 있는 경우(특히 필리핀 대학에서 강사로 일하는 경우)는 필리핀인과 같은 방식으로 불린다. 비록 일부 언어 순수주의자들에게는 어색하거나 부자연스럽게 들릴 수 있지만, 이들은 기본적인 칭호인 Sir 또는 Ma'am/Madam을 간결성을 위해 사용해야 한다고 주장한다. 왜냐하면 그 칭호들이 결혼식 후원자 목록이나 컨트리 클럽 또는 유사 단체의 임원 목록에 이름이 등장할 때 불필요하기 때문이다. 공공 기부, 종교 활동, 학부모-교사 협회 행사, 운동 경기, 신문 사회면, 그리고 개인의 칭호나 학력과 무관한 모든 활동에서는 사용되지 않는다. 또한 이러한 칭호와 설명(의사는 제외)을 형용사 명사(즉, 첫 글자를 대문자로 쓰지 않음, 예: architect (name))로 취급하는 것도 허용된다.
비록 의사가 표준 영어에서 실제 칭호이긴 하지만, 건축가, 변호사, 공학자 (다른 예시 포함)와 같은 "만들어진" 칭호는 허영심(칭호는 성취와 성공을 알린다; 칭호 소유자를 나머지 사회와 구별한다)과 불안감(칭호 소유자의 성취와 성공이 대중에게 알려지지 않으면 무시될 수 있다)의 결과이다. 심지어 필리핀인이 처음 영어로 글을 쓰기 시작했을 때 신문에서 사용된 유사 칭호의 역사적 사용 때문이기도 하다.
가능한 이유는 첫째, 필리핀인에게 가르쳐진 영어가 신세계의 "평등주의적" 영어였고, 필리핀을 식민지화한 미국인들이 "돈(Don)"과 "도냐(Doña)"와 같은 이베리아어 계급 표시자를 이미 사용하고 있던 저지대 사회를 접했기 때문이다. 둘째, 미국 식민주의 프로젝트의 근본적인 모순이다. 필리핀을 점령한 미국인들은 "자비로운 동화"라는 수사를 통해 자신들의 행동을 정당화했다. 다시 말해, 그들은 필리핀인들에게 미국식 평등주의와 같은 가치(이는 식민주의적 반평등주의와는 반대되는 개념)를 가르치기 위해 필리핀인들을 복종시켰을 뿐이다. 셋째, 미국 식민주의의 힘은 교육에 대한 강조에 있었다. 이 교육은 필리핀인들을 미국 생활 방식의 "경이로움"에 노출시켰다고 여겨진다. 교육을 통해 미국 식민 국가는 새롭고 더 "현대적인" 미국 시스템에서 훈련받은 새로운 필리핀 엘리트를 육성했다. 법학이나 공학 같은 고급 학위를 가진 사람들은 이 시스템의 정점이었다. 따라서 그들의 위신은 그들의 주장된 지성뿐만 아니라 식민 지배자의 생활 방식에 대한 숙달에도 기반을 두었다. 리산드로 클라우디오는 이것이 필리핀인들이 변호사, 건축가, 공학자에게 마법적이고 미신적인 애착을 가지는 원인이라고 추측한다. 그들이 사용하는 언어는 여전히 식민 경험에 의해 얽매여 있다. 그들은 식민 지배자들이 특정 종류의 화이트칼라 직업을 가치 있게 여기도록 만들었기 때문에 전문가들을 언어적으로 특권화한다. 다시 말해, 필리핀에 거주하며 필리핀인과 결혼했거나 귀화한 해외 거주 전문가들도 이러한 이유의 영향을 받아 필리핀식으로 불리는 것이 드문 일이 아니다.

#### 태국
태국 번역가 무이 푸포삭쿨에 따르면, "태국어는 화자와 수신자의 사회적 위치와 그들 간의 관계를 즉각적으로 나타낸다. 태국어에는 존칭뿐만 아니라 내가 '비존칭'이라고 부르고 싶은 것도 있다. 태국어에는 극도로 미묘한 뉘앙스를 가진 수많은 대명사가 있다. 예를 들어 '나'를 말하는 방법이 너무 많고, 그 대부분은 이미 화자의 성별과 종종 수신자에 대한 상대적인 나이와 사회적 지위를 나타낸다."
가장 흔한 태국어 존칭은 친구, 가족, 동료 사이의 나이 차이를 구분하는 데 사용된다. 가장 흔하게 사용되는 것은 다음과 같다.
- คุณ (RTGS: khun) (중간 톤)은 "미스터" 또는 "미세스" 또는 "미스"와 동일한 방식으로 사용된다. 지나치게 친밀하지 않은 사람을 지칭하는 공식적인 방식이다. 또한 "당신"이라는 단어의 대명사로도 사용된다.

- พี่ (RTGS: phi) (떨어지는 톤)은 나이 많은 형제자매나 친구에게 말하거나 그들을 지칭할 때 사용된다. 남녀 모두에게 사용되며, 화자가 상대방보다 나이가 많으면 자신을 지칭할 때도 사용할 수 있다.

- น้อง (RTGS: nong) (높은 톤)은 위와 정반대이다. 어린 형제자매나 친구에게 말하거나 그들을 지칭할 때 사용된다. 남녀 모두에게 사용되며, 화자가 상대방보다 어리면 자신을 지칭할 때도 사용할 수 있다. 보모가 돌보는 아이에게 말할 때 사용할 수 있다.

- ครู (RTGS: khru) (중간 톤)는 교사에게 말할 때 사용되며, 문자 그대로 '교사'를 의미한다.

- อาจารย์ (RTGS: achan) (두 음절 모두 중간 톤)은 교수에게 말할 때 사용된다. 크루와 매우 유사하게 사용되지만 아찬은 더 많은 권위를 가진다. 일반적으로 해당 분야의 대가를 지칭한다. 많은 상좌부 불교 학자와 상좌부 불교에 평생을 바친 사람들은 추종자들 사이에서 이 칭호를 사용한다.

- พระ (RTGS: phra) (높은 톤) 이는 아마도 태국 문화에서 가장 높은 존칭 중 하나일 것이다. 스님과 사제에게만 사용된다. 또한 사원이나 궁전과 같이 가장 존경받는 장소나 물건을 지칭할 때도 사용할 수 있다.

#### 베트남
베트남어 존칭은 중국어에 비해 더 복잡하며, 이들 대명사의 기원을 찾아볼 수 있지만, 시대 변화로 인해 많은 것이 사용되지 않거나 대체되었다. 베트남어에서 사람을 지칭할 때 존칭 또는 대명사는 두 사람의 관계 정도를 정의하는 역할을 한다. 이러한 대명사의 예로는 '언니(chị)', '남자 어르신(ông)', '작은아버지(chú, 아버지의 남동생/아버지 쪽에서만 사용)' 등이 있다. 베트남어에서 '나'와 '너'라는 단어만을 사용하는 것은 비공식적이고 무례하다고 간주된다. 오히려 존칭이 자신과 타인을 지칭하는 데 사용된다. 이러한 용어는 일반적으로 주마다 또는 지역마다 다르다. 동아시아 전통과 마찬가지로 성은 이름보다 먼저 쓰인다(즉, 황카이딘: 황은 성이고 카이딘은 이름). 이는 모든 공식적인 상황에서 발생한다. 그러나 서양인에게 맞추기 위해 성을 마지막에 쓰는 것이 흔해졌다. 예를 들어, 페이스북과 같은 소셜 미디어 사이트에서 그렇다. '황 씨'와 같이 영어 전통에 따라 사람을 Mr 또는 Mrs(교사, 화가 등)로 지칭할 때는 혼란을 야기하지 않기 위해 더 일반적으로 이름을 사용한다(예: "카이딘 씨"). 이는 많은 베트남인이 같은 성을 공유하기 때문이다(예: 베트남인의 최대 40%가 응우옌(Nguyen)이라는 성을 공유한다).

### 오세아니아

#### 피지
멜라네시아의 피지 문화권 내에서는 많은 존칭이 사용된다. 이 중 가장 흔히 접하는 것은 족장의 칭호인 라투와 그 여성형인 아디(Adi)이다.

#### 마오리족 (뉴질랜드)
뉴질랜드 마오리족 문화권 내에서 아리키(ariki)라는 용어는 족장에게 사용되며, 마오리 국왕 또는 여왕은 아리키누이(arikinui, 문자 그대로 "대족장" 또는 "고위 족장")로 불린다. 아리키라는 용어와 알리키 (폴리네시아)와 같은 동계어는 다른 많은 폴리네시아 국가에서 같은 존칭 목적으로 사용된다.
나라의 이위(부족) 내에서 존경받는 연장자들에게는 카우마투아(kaumātua)라는 존칭이 부여되는데, 문자 그대로 "부모가 없는"이라는 뜻이다. 이는 해당 인물이 살아있는 세대 중 가장 나이 많은 세대일 가능성이 높다는 것을 반영하며, 이론적으로는 부족의 지식을 보유하고 있다. 남성 및 여성 카우마투아는 각각 코로(koro)와 쿠이아(kuia)로 불리는 경우가 많은데, 이 용어들은 대략 "할아버지"와 "할머니"로 번역될 수 있다.

#### 핑엘랍 (미크로네시아)
핑엘랍어는 핑엘랍 환초와 동부 캐롤라인 제도 중 폰페이 고지 섬에서 사용되는 미크로네시아어이다. 핑엘랍어는 많은 존칭을 사용하지 않는다. 그들의 사회는 모두가 평등하다고 여겨지는 방식으로 구성되어 있으며, 이는 이민으로 인해 그들의 수가 매우 적기 때문일 가능성이 크다. 존칭어 사용을 강제하는 구조화된 계층이 없다. 정중한 어휘는 많지 않으며 그들이 사용하는 언어는 평민의 언어로 분류될 수 있다.
그러나 미크로네시아 언어 중 폰페이어만이 철저하게 발달된 존칭어를 사용한다. 이는 고도로 구조화된 계층 사회가 그들의 문화에서 매우 중요했다는 것을 보여준다. 폰페이 화자들은 언어를 통해 존경을 표현하는 여러 가지 방법이 있다. 폰페이어에는 왕족 언어가 있는데, 이는 가장 높은 두 추장에게 사용된다. 다음으로, 다른 상위자 및 존경받는 동등한 사람들에게 존경 존칭이 사용된다. 존칭의 사용뿐만 아니라 비하적인 언어도 사용되는데, 이는 자신을 상위 계층의 사람보다 낮추어 존경과 경외심을 나타내는 데 사용된다. 이 언어는 폰페이 화자들이 핑엘랍 환초로 이주하여 더 격식 없는 말하기 방식을 채택했을 때 핑엘랍에서 사라졌다.
핑엘랍어 화자들의 젊은 세대는 존칭어를 사용하지 않지만, 언어의 연장자들은 '존중의 언어'를 배웠다고 보고한다. 이 언어는 공동체의 연장자와 지도자들을 호칭할 때 사용되었다. 여성들도 형제들과 자녀들에게 이 언어를 사용하도록 지시받았다. 구절은 2인칭 단수 소유 접미사 -mwi를 추가하여 정중하게 만들 수 있었다. 존칭어를 활용하는 다른 방법은 단어를 완전히 바꾸는 것이다.

#### 우불루-아우아 (파푸아뉴기니)
우불루-아우아어는 일반적으로 존칭을 포함하지 않는데, 이는 존칭이 오직 최고의 존경을 위해서만 사용되기 때문이다. 원래 존칭이 없었지만, 사회적 맥락에 따라 대명사의 의미가 달라진다. 특히 2인칭 쌍수 대명사가 존칭 호칭으로 사용된다. 쌍수 참조는 2인칭이 두 사람만큼 존경받아야 함을 전달한다. 이 존칭은 주로 시댁 식구를 위해 사용된다. 이 외에 다른 존칭이 존재하는지는 문서화되어 있지 않다.

## 반대 및 대안
평등주의에 대한 강한 의식을 가진 사람들, 예를 들어 퀘이커교도와 특정 사회주의자, 그리고 다른 사람들은 존칭을 피한다. 그들은 누군가를 호칭하거나 지칭할 때 종종 그 사람의 이름, 비공식적인 대명사, 또는 "형제", "자매", "친구", 또는 "동지"와 같은 사회적 평등을 암시하는 다른 양식을 사용한다. 이는 프랑스 혁명과 사회주의 국가에서도 마찬가지였으며, 그들은 호칭으로 Citoyen[ne]("시민")을 사용했다. 또한 일부 혁명 정부는 존칭을 폐지하거나 금지했다. 예를 들어 터키는 1934년에 존칭과 칭호를 폐지했다. 비록 폐지되었지만, "ağa"(지주에게)와 "paşa"(고위 군인에게)와 같은 칭호는 계속해서 사람들에게 사용되었다.
기혼 여성과 미혼 여성을 위한 별도의 존칭(Mrs.와 Miss) 사용에 대한 페미니스트 비판은 일부 여성들이 존칭 "Ms."를 채택하게 만들었다.

## 같이 보기
- 칭호 목록
- 존칭 목록
- 호칭 (양식)
- 존경하는
- T-V 구분